# Электромеханический замок

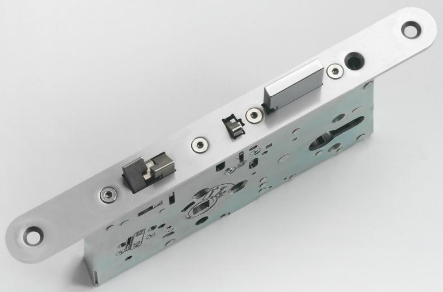
Электромеханический замок

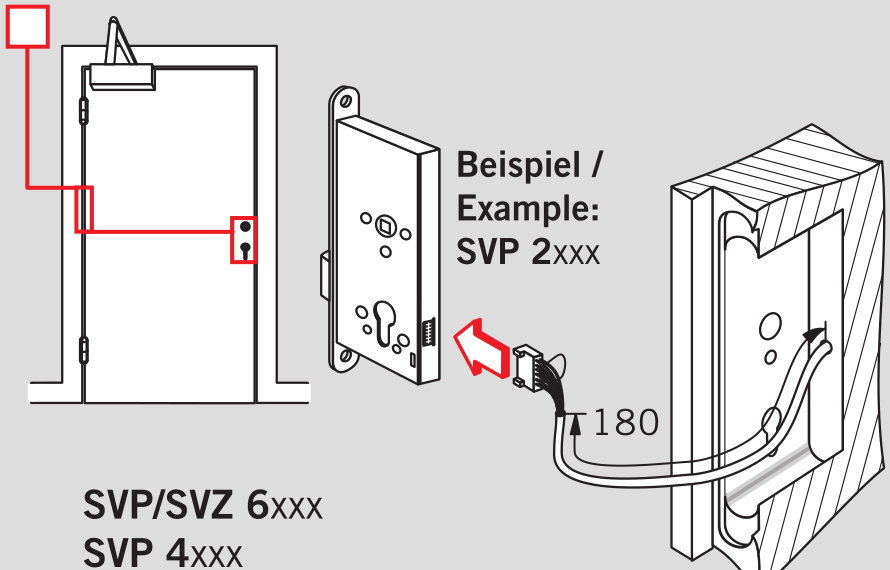
Подключение электромеханического замка

Электромеханический замок — разновидность электрического замка, основан на механическом воздействии на запирающий механизм. Механическое воздействие создаётся соленоидом или небольшим электродвигателем.
В электромеханические замки почти всегда встроена функция контроля состояния двери (механический контакт и электрический выход).
Виды замков:
- Замки с электроблокировкой
- Моторные замки
- Соленоидные замки

## Замки с электроблокировкой
Запирающее усилие создаётся механическими элементами с помощью пружин. Крайнее положение ригеля фиксируется защёлкой, приводимой в действие соленоидом или электродвигателем.

## Моторные (электромоторные) замки
Этот тип замков оборудован небольшим электромотором постоянного тока, который управляет ригелем. Обычно для передачи механического усилия используется червячная передача. Моторные замки, в конструкции которых используется редуктор, как правило, могут развивать большое усилие на валу и им не страшны возможные «затиры» ригеля (при перекосе двери вследствие неправильной установки или попытки силового взлома). Однако такие замки стоят дорого и работают достаточно медленно (до нескольких десятков секунд) и не предназначены для установки на двери общего пользования. Моторные замки реечного (или винтового) типа работают очень быстро (менее секунды), однако при работе могут издавать повышенный шум и развивают на ригеле незначительное усилие (несколько кг).
Электромоторные замки не имеют (или имеют, но примитивную) фиксацию ригеля в крайних положениях (исключение составляют некоторые типы замков, в которых фиксация ригеля в крайних положения обеспечивается конструкцией или значительным передаточным числом редуктора).
Подобные замки целесообразно устанавливать для надёжного запирания входной двери в квартиру, подсобное помещение или гараж. Также, широкое распространение у нас получили электромеханические замки для холодильников, банкоматов и пластиковых дверей. Следует отметить, что электромоторные замки, в отличие от замков других типов, имеют два нормальных положения — «открыто» и «закрыто», поэтому не подходят для отказобезопасных дверей.

## Соленоидные замки

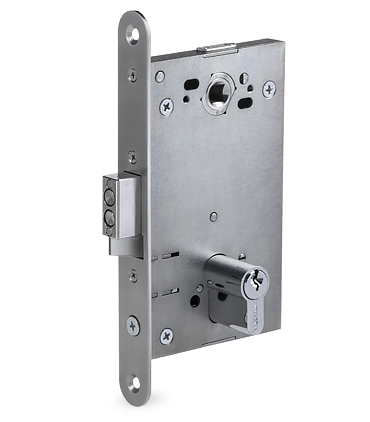
Врезной электромеханический замок PERCo LB85

В этих замках ригель приводится в движение металлическим сердечником, который втягивается в соленоид. Одной из разновидностей соленоидных замков являются замки с питанием через засов, отличающиеся способом подачи напряжения. В таких замках подача питания осуществляется через контактную группу в ригеле замка. Кабель подводится к засову не через дверное полотно, а через запорную планку в коробке двери.

## Отказобезопасность
По отказобезопасности электромеханические замки подразделяются на нормально-закрытые (normal-secure), нормально-открытые (normal-safe) и моторные замки с двумя нормальными положениями. Отказобезопасными являются нормально-открытые замки.

### Нормально-закрытые
Разблокировка нормально-закрытого механизма замка происходит при подаче электрического сигнала. Такие замки запрещено использовать на путях эвакуации.

### Нормально-открытые
Нормально-открытый механизм замка используется для построения аварийных выходов, тамбур-шлюзов и других отказобезопасных проходов, где необходимо свободное открывание двери при отключении питания. При наличии электрического сигнала происходит блокировка ригелей замка в выдвинутом состоянии. При отсутствии сигнала управления ригели замка втягиваются.